# ديفيد بلانك
ديفيد بلانك (9 ديسمبر 1959 في المملكة المتحدة - ) (بالإنجليزية: David Blank)‏ هو لاعب كريكت بريطاني. لعب مع نادي مقاطعة ستافوردشاير للكريكت ‏.

## وصلات خارجية
- ديفيد بلانك على موقع إي آس بي آن كريك إنفو (الإنجليزية)